# Michel-Ange Marin

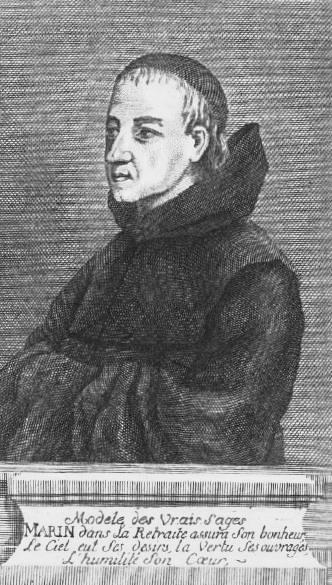
Michel-Ange Marin, zeitgenössisches Porträt

Michel-Ange Marin (* 1697 in Marseille; † 3. April 1767 in Avignon) war ein französischer Paulaner-Pater, apologetischer Theologe und erbaulicher Schriftsteller. Seine moralischen Romane waren zu seiner Zeit populär.

## Leben
Marin entstammte einer einflussreichen provenzalischen Familie. Er durchlief das Noviziat der Paulaner in Aix-en-Provence und studierte Philosophie und Theologie in Avignon, wo er auch bereits lehrte. Zugleich lernte er Hebräisch und trat in die Kontroverse mit den Juden der Stadt ein. 1745 gründete er die kontemplative Gemeinschaft der Sœurs de la Retraite. Viermal wurde er zum Provinzial seines Ordens gewählt. Die Wahl zum Ordensgeneral lehnte er 1758 ab. 
Marin schrieb ein poetisches Werk in provenzalischer Sprache (Les avantures de Barbakan, chien errant de la ville d'Avignon, 1722). Sein theologisches Hauptwerk ist Les Vies des Pères des déserts de l’Orient (1761–1764). Papst Clemens XIII. würdigte ihn in drei Breven und beauftragte ihn 1765 mit der Sammlung der Märtyrerakten. Populär wurde er jedoch durch seine Erbauungsromane, in denen er theologisch-moralische Prinzipien erzählerisch anschaulich zu machen und der Religionskritik der Aufklärung entgegenzusetzen suchte. Mehrere wurden ins Deutsche, Englische, Italienische, Spanische und Niederländische übersetzt und bis ins späte 19. Jahrhundert neu aufgelegt.

## Werke

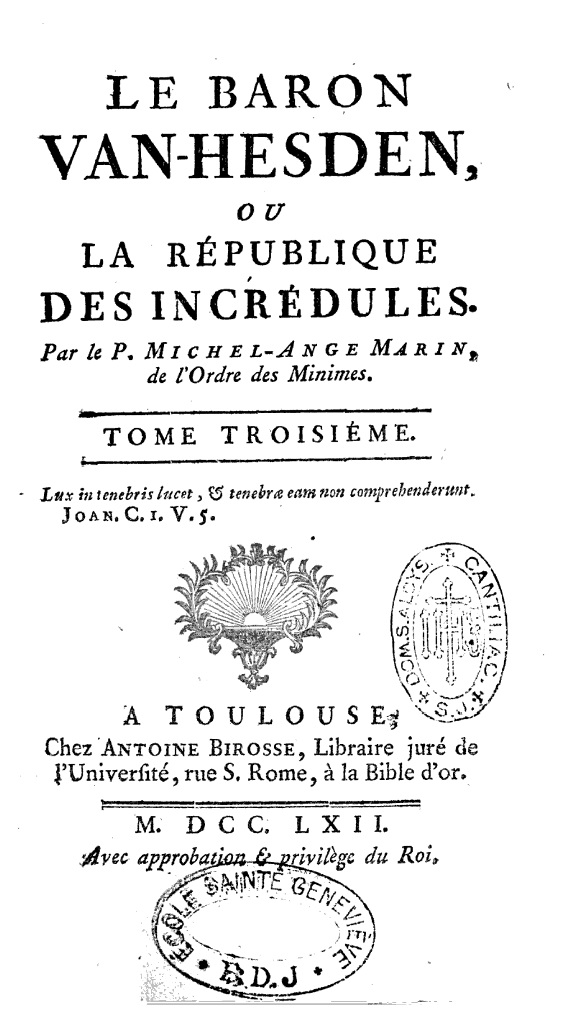
Le Baron Van Hesden ou la République des Incrédules, Titelseite

- Adélaïde de Witsbury ou la pieuse pensionnaire (1743; 41. Auflage 1886)
- La parfaite religieuse (1749)
- Virginie ou la vierge chrétienne (1752; 23. Auflage 1893)
- Agnès de Saint-Amour ou la fervente novice (1761)
- Le Baron Van Hesden ou la République des Incrédules (1762)
- La Farfalla ou la comédienne convertie (1762)
- La marquise de Los Valientes ou la dame chrétienne (1765)
- Angélique ou la religieuse selon le cœur de Dieu (1766)
- Théodule ou l’enfant de la bénédiction (1770; 38. Auflage 1874)